# Tord Harlin
Tord Gösta Harlin, född 30 maj 1935 i Luleå församling, Norrbottens län, var biskop i Uppsala stift 1990–2000. Han har även framträtt som fotokonstnär och författare. 

## Biografi
Tillsammans med Bengt Z Norström har Harlin givit ut ett större antal böcker om kyrkobyggnader i Uppland, där han främst svarat för bildmaterialet.
Harlin reagerade på utställningen Ecce Homo 1998 med följande uttalande: "I bästa fall är det dålig teologi, i värsta fall är det hädelse."
Harlin är son till musikdirektör Gösta Harlin och Anna-Lisa Grönlund.